# 오스기 사토시
오스기 사토시(일본어: 大杉 啓, 1996년 12월 22일~)는 일본의 축구 선수이다.

## 구단 경력
그는 2021년 J3리그의 후지에다 MYFC에 입단했다. 2022년부터 2023년까지 J3리그의 후쿠시마 유나이티드 FC에서 뛰었다. 2024년 일본 풋볼 리그의 고치 유나이티드 SC로 이적했다. 2024년 일본 풋볼 리그 준우승으로 J3리그로 승격했다.